# Poems, Prayers and Promises
Poems, Prayers, and Promises és un disc del cantautor nord-americà John Denver que va aparèixer el maig de 1971.

## Llista de temes

### Cara A
1. Poems, Prayers and Promises

2. Let It Be

3. My Sweet Lady

4. Wooden Indian

5. Junk

6. Gospel Changes

### Cara B
1. Take Me Home, Country Roads

2. I Guess He’d Rather be In Colorado

3. Sunshine On My Shoulders

4. Around and Around

5. Fire and Rain

6. The Box